# Aporobopyrus trilobata
Aporobopyrus trilobata är en kräftdjursart som först beskrevs av Hugo Frederik Nierstrasz och Brender a Brandis 1925.  Aporobopyrus trilobata ingår i släktet Aporobopyrus och familjen Bopyridae. Inga underarter finns listade i Catalogue of Life.